# Liste des joueuses de Nantes-Rezé Basket 44
Cet article présente la liste des joueuses par saison de l'équipe féminine de Nantes-Rezé Basket 44.

## Saison 2019-2020
| Numéro | Nom                   | Née le            | Taille | Nationalité     | Poste      |
| 7      | Paola Ferrari         | 16 septembre 1985 | 1,78 m | Paraguay Italie | Ailière    |
|        | Ronni Williams        | 18 avril 1995     | 1,83 m | États-Unis      | Ailière    |
| 7      | Camille Lenglet       | 4 février 1998    | 1,69 m | France          | Meneuse    |
| 9      | Clarince Djaldi-Tabdi | 6 décembre 1995   | 1,84 m | France          | Intérieure |
| 13     | Jacinta Monroe        | 4 septembre 1988  | 1,96 m | États-Unis      | Pivot      |
| 21     | Nabala Fofana         | 20 janvier 2000   | 1,92 m | France          | Intérieure |
| 23     | Merve Aydın           | 10 mars 1994      | 1,74 m | Turquie         | Arrière    |
| 25     | Antonia Delaere       | 1er août 1994     | 1,81 m | Belgique        | Arrière    |

Entraîneur :  Emmanuel Cœuret
Assistant :  Stéphane Jarnoux
Après le départ de Paola Ferrari fin 2019, Nantes engage en janvier l'américaine Ronni Williams.

## Saison 2018-2019
| Numéro | Nom                   | Née le          | Taille | Nationalité        | Poste           |
| 1      | Ana Suarez            | 10 octobre 1987 | 1,70 m | Espagne            | Meneuse         |
| 3      | Briana Day            | 21 mars 1995    | 1,95 m | États-Unis         | Pivot           |
| 4      | Michaela Stejskalová  | 4 avril 1987    | 1,78 m | République tchèque | Arrière Ailière |
| 5      | Amandine Michaud      | 6 mars 1998     | 1,74 m | France             | Arrière         |
| 7      | Camille Lenglet       | 4 février 1998  | 1,69 m | France             | Meneuse         |
| 8      | Maud Medenou          | 5 octobre 1990  | 1,89 m | France             | Pivot           |
| 9      | Clarince Djaldi-Tabdi | 6 décembre 1995 | 1,84 m | France             | Intérieure      |
| 13     | Shaqwedia Wallace     | 29 juin 1989    | 1,75 m | États-Unis         | Arrière         |
| 21     | Nabala Fofana         | 20 janvier 2000 | 1,92 m | France             | Intérieure      |
|        | Élodie Christmann     | 16 mars 1984    | 1,90 m | France             | Pivot           |

Entraîneur :  Emmanuel Cœuret
Assistant :  Stéphane Jarnoux
Alors que durant l'été 2018, Élodie Christmann s'était engagée avec Nantes, elle n'y débute pas la saison LFB et est remplacée par l'américaine Briana Day.

## Saison 2017-2018
| Numéro | Nom                  | Née le         | Taille | Nationalité        | Poste                 |
| 4      | Nayo Raincock-Ekunwe | 29 août 1991   | 1,88 m | Canada             | Ailière forte         |
| 5      | Margret Skuballa     | 7 octobre 1987 | 1,86 m | Allemagne          | Ailière               |
| 6      | Shona Thorburn       | 7 août 1982    | 1,78 m | Canada Royaume-Uni | Meneuse / Arrière     |
| 8      | Katia Clanet         | 7 avril 1996   | 1,89 m | France             | Ailière forte / Pivot |
| 9      | Maud Medenou         | 5 octobre 1990 | 1,89 m | France             | Pivot                 |
| 12     | Ambrosia Anderson    | 14 mars 1984   | 1,86 m | États-Unis         | Ailière               |
| 16     | Lidija Turčinović    | 27 août 1994   | 1,76 m | France Serbie      | Arrière               |
| 22     | Pauline Desbois      | 4 juin 1998    | 1,84 m | France             | Ailière forte         |
| 24     | Amandine Michaud     | 6 mars 1998    | 1,74 m | France             | Arrière               |
| 74     | Camille Lenglet      | 4 février 1998 | 1,69 m | France             | Meneuse               |

Ambrosia Anderson arrive au club pour pallier la blessure au pied de Margret Skuballa. D'abord engagée jusqu'à fin janvier son contrat a été prolongé jusqu'à la fin de saison. le club se classe huitième de la saison régulière puis est éliminé en deux manches en quart de finale par Bourges.
Entraîneur :  Emmanuel Cœuret
Assistante :  Caroline Aubert

## Effectif 2016-2017
| Numéro | Nom               | Née le            | Taille | Nationalité        | Poste                 |
| 5      | Margret Skuballa  | 7 octobre 1987    | 1,86 m | Allemagne          | Ailière               |
| 6      | Shona Thorburn    | 7 août 1982       | 1,78 m | Canada Royaume-Uni | Meneuse / Arrière     |
| 7      | Déborah André     | 10 décembre 1998  | 1,75 m | France             | Arrière / Ailière     |
| 8      | Katia Clanet      | 7 avril 1996      | 1,89 m | France             | Ailière forte / Pivot |
| 11     | Yuliya Andreyeva  | 30 novembre 1983  | 1,88 m | France Ukraine     | Ailière / Intérieure  |
| 15     | Quianna Chaney    | 14 avril 1986     | 1,80 m | États-Unis Arménie | Arrière-ailière       |
| 21     | Katherine Plouffe | 15 septembre 1992 | 1,91 m | Canada             | Ailière forte         |
| 22     | Pauline Desbois   | 4 juin 1998       | 1,84 m | France             | Ailière forte         |
| 24     | Amandine Michaud  | 6 mars 1998       | 1,74 m | France             | Arrière               |
| 89     | Isis Arrondo      | 8 mars 1989       | 1,64 m | France             | Meneuse               |
| 74     | Camille Lenglet   | 4 février 1998    | 1,69 m | France             | Meneuse               |

Entraîneur :  Emmanuel Cœuret
Assistante :  Caroline Aubert
Nantes dispose de l'équipe néerlandaise d'Amsterdam dans le tour préliminaire et se qualifie pour la phase de poules de l'Eurocoupe 2016-2017.

## Saison 2015-2016
| Numéro | Nom                  | Née le            | Taille | Nationalité        | Poste                 |
| 89     | Isis Arrondo         | 8 mars 1989       | 1,64 m | France             | Meneuse               |
| 10     | Rose Ducret          | 8 mai 1996        | 1,68 m | France             | Meneuse               |
| 6      | Shona Thorburn       | 7 août 1982       | 1,78 m | Canada Royaume-Uni | Meneuse / Arrière     |
| 9      | Queralt Casas        | 18 novembre 1992  | 1,77 m | Espagne            | Arrière / Ailière     |
| 33     | Margaux Galliou-Loko | 12 avril 1993     | 1,84 m | France             | Ailière               |
| 11     | Yuliya Andreyeva     | 30 novembre 1983  | 1,88 m | France Ukraine     | Ailière / Intérieure  |
| 12     | Aija Putnina         | 15 janvier 1988   | 1,92 m | Lettonie           | Ailière forte / Pivot |
| 7      | Katia Clanet         | 7 avril 1996      | 1,89 m | France             | Ailière forte / Pivot |
| 21     | Katherine Plouffe    | 15 septembre 1992 | 1,91 m | Canada             | Ailière forte         |

Entraîneur :  Emmanuel Cœuret
Assistant :  Damien Leroux

## Saison 2014-2015
| Numéro | Nom               | Née le            | Taille | Nationalité        | Poste                 |
| 4      | Aline Dumont      | 1995              | 1,69 m | France             | Meneuse               |
| 5      | Margaret Skuballa | 10 juillet 1987   | 1,86 m | Allemagne          | Ailière               |
| 6      | Claire Stievenard | 15 septembre 1993 | 1,79 m | France             | Ailière               |
| 7      | Katia Clanet      | 7 avril 1996      | 1,89 m | France             | Ailière forte / Pivot |
| 8      | Sarah Michel      | 10 janvier 1989   | 1,80 m | France             | Ailière               |
| 9      | Isis Arrondo      | 8 mars 1989       | 1,64 m | France             | Meneuse               |
| 11     | Yuliya Andreyeva  | 30 novembre 1983  | 1,88 m | France Ukraine     | Intérieure            |
| 13     | Shona Thorburn    | 7 août 1982       | 1,78 m | Canada Royaume-Uni | Meneuse / Arrière     |
| 14     | Aurélie Bonnan    | 1er août 1983     | 1,87 m | France             | Ailière forte         |
| 15     | Emilija Podrug    | 20 décembre 1979  | 1,90 m | Croatie            | Ailière forte / Pivot |

Entraîneur :  Emmanuel Cœuret
Assistant :  Damien Leroux
Après être resté longtemps dans l'incertitude sur son maintien en Ligue féminine, Nantes obtient cette confirmation début juillet de même que son engagement en Eurocoupe.

## Saison 2013-2014
| Numéro | Nom                     | Née le            | Taille | Nationalité    | Poste         |
| 4      | Aline Dumont            | 1995              | 1,69 m | France         | Meneuse       |
| 20     | Kani Kouyaté            | 8 août 1990       | 1,77 m | Côte d'Ivoire  | Arrière       |
| 5      | Caroline Kœchlin-Aubert | 20 avril 1980     | 1,68 m | France         | Meneuse       |
| 6      | Claire Stievenard       | 15 septembre 1993 | 1,79 m | France         | Ailière       |
| 7      | Cayla Francis           | 1er mai 1989      | 1,92 m | Australie      | Intérieure    |
| 8      | Sarah Michel            | 10 janvier 1989   | 1,80 m | France         | Ailière       |
| 9      | Isis Arrondo            | 8 mars 1989       | 1,64 m | France         | Meneuse       |
| 10     | Clemence Lefebvre       | 5 mai 1995        | 1,85 m | France         | Ailière       |
| 11     | Yuliya Andreyeva        | 30 novembre 1983  | 1,88 m | France Ukraine | Intérieure    |
| 12     | Marielle Amant          | 9 décembre 1989   | 1,92 m | France         | Intérieure    |
| 14     | Aurélie Bonnan          | 1er août 1983     | 1,87 m | France         | Ailière forte |
| 15     | Justine Bodiguel        | 1995              | 1,86 m | France         | Intérieure    |
| 22     | Chantelle Handy         | 16 juin 1987      | 1,88 m | Royaume-Uni    | Ailière       |
| 24     | Shamela Hampton         | 23 août 1987      | 1,91 m | États-Unis     | Intérieure    |

Entraîneur :  Emmanuel Cœuret
Assistant :  Romain Leroy et  Morgane Cardin
Isis Arrondo, Sarah Michel, Marielle Amant, Yuliya Andreyeva et Claire Stievenard signent pour deux nouvelles saisons et Caroline Aubert pour une, alors que Viktoriya Mirtcheva, Antonia Bennett, Gunta Basko (Lattes-Montpellier), Zoé Chalumeau et Bernadette Ngoyisa quittent le club, qui annonce viser à moyen terme l'Euroligue avec l'arrivée de Cayla Francis (1,92 m, 24 ans, Pays d’Aix, 12,5 points et 9,9 rebonds en 2012-2013) et Shamela Hampton (1,91 m, 1987, Ovierto, Italie, 15,7 points, 8,4 rebonds et 3,9 balles perdues en 33 minutes). Nantes finit à la sixième place de la saison régulière après l'avoir très mal commencée (1 victoire pour six défaites). Handy et Hampton sont coupées et remplacées par Aurélie Bonnan. Le club se reprend en Eurocoupe puis en championnat avec douze victoires pour sept défaites. Toutefois, la fin de saison est assombrie par des retards de paiement des salaires.

## Saison 2012-2013
| Numéro | Nom                     | Née le            | Taille | Nationalité                      | Poste      |
| 4      | Viktoriya Mirtcheva     | 17 janvier 1987   | 1,90 m | Ukraine                          | Intérieure |
| 5      | Caroline Kœchlin-Aubert | 20 avril 1980     | 1,68 m | France                           | Meneuse    |
| 6      | Claire Stievenard       | 15 septembre 1993 | 1,79 m | France                           | Ailière    |
| 8      | Sarah Michel            | 10 janvier 1989   | 1,80 m | France                           | Ailière    |
| 22     | Antonia Bennett         | 12 février 1990   | 1,85 m | États-Unis                       | Ailière    |
| 9      | Isis Arrondo            | 8 mars 1989       | 1,64 m | France                           | Meneuse    |
| 11     | Yuliya Andreyeva        | 30 novembre 1983  | 1,88 m | France Ukraine                   | Intérieure |
| 14     | Zoé Chalumeau           | 30 juillet 1985   | 1,92 m | France                           | Intérieure |
| 12     | Marielle Amant          | 9 décembre 1989   | 1,92 m | France                           | Intérieure |
| 13     | Tatyana Troïna          | 30 juin 1981      | 1,88 m | Biélorussie                      | Intérieure |
| 13     | Gunta Baško             | 27 avril 1980     | 1,81 m | Lettonie                         | Ailière    |
| 15     | Bernadette Ngoyisa      | 26 août 1982      | 1,95 m | République démocratique du Congo | Intérieure |

Entraîneur :  Emmanuel Cœuret
Assistant :  Romain Leroy
Le club finit en septième position de la saison régulière avec 13 victoires et 13 défaites.

## Effectif 2011-2012
| Numéro | Nom                      | Née le            | Taille | Nationalité                      | Poste      |
| *      | Florine Basque           | 17 décembre 1992  | 1,83 m | France                           | Ailière    |
| 4      | Tiphaine Melois          | 3 mai 1984        | 1,69 m | France                           | Meneuse    |
| 5      | Caroline Aubert-Koechlin | 20 avril 1980     | 1,68 m | France                           | Meneuse    |
| 6      | Claire Stievenard        | 15 septembre 1993 | 1,79 m | France                           | Ailière    |
| 8      | Sarah Michel             | 10 janvier 1989   | 1,80 m | France                           | Ailière    |
| 9      | Johanne Gomis            | 11 juillet 1985   | 1,77 m | France                           | Arrière    |
| 10     | Lenae Williams           | 14 juillet 1989   | 1,86 m | États-Unis                       | Arrière    |
| 11     | Yulia Andreyeva          | 30 novembre 1983  | 1,88 m | France Ukraine                   | Intérieure |
| 14     | Aurélie Bonnan           | 1er août 1983     | 1,87 m | France                           | Intérieure |
| 12     | Regina Palusna           | 6 juin 1989       | 1,92 m | Slovaquie                        | Intérieure |
| 13     | Doriane Tahane           | 14 octobre 1989   | 1,92 m | France                           | Intérieure |
| 15     | Aminata Nar Diop         | 3 janvier 1983    | 1,96 m | Sénégal                          | Intérieure |
| *      | Bernadette N'Goyisa      | 26 août 1982      | 1,95 m | République démocratique du Congo | Intérieure |

Entraîneur :  Laurent Buffard
Assistant :  Jacky Moreau

## Effectif 2010-2011
| Numéro | Nom                      | Née le           | Taille | Nationalité                      | Poste      |
| 4      | Florine Basque           | 17 décembre 1992 | 1,83 m | France                           | Ailière    |
| 5      | Caroline Aubert-Koechlin | 20 avril 1980    | 1,68 m | France                           | Meneuse    |
| 6      | Joyce Cousseins-Smith    | 20 juin 1989     | 1,65 m | France                           | Arrière    |
| 9      | Mélanie Plust            | 6 octobre 1989   | 1,73 m | France                           | Ailière    |
| 10     | Allison Hightower        | 6 avril 1988     | 1,78 m | États-Unis                       | Arrière    |
| 11     | Yulia Andreyeva          | 30 novembre 1983 | 1,88 m | France Ukraine                   | Intérieure |
| 12     | Mame-Marie Sy Diop       | 25 mars 1985     | 1,85 m | France Sénégal                   | Intérieure |
| 13     | Jenna Smith              | 31 décembre 1988 | 1,91 m | États-Unis                       | Intérieure |
| 13     | Sonja Kireta             | 21 octobre 1976  | 1,98 m | Croatie                          | Intérieure |
|        | Lindsay Taylor           | 20 mai 1981      | 2,03 m | États-Unis                       | Intérieure |
|        | Doriane Tahane           | 14 octobre 1989  | 1,92 m | France                           | Intérieure |
| 14     | Sabīne Niedola           | 21 avril 1991    | 1,84 m | Lettonie                         | Ailière    |
| 15     | Bernadette N'Goyisa      | 26 août 1982     | 1,95 m | République démocratique du Congo | Intérieure |
| 15     | Emilija Podrug           | 20 décembre 1979 | 1,91 m | Croatie                          | Intérieure |

Entraîneur :  Laurent Buffard
Assistant :  Jacky Moreau

## Effectif 2009-2010
| Numéro | Nom                | Née le           | Taille | Nationalité    | Poste      |
| 4      | Kathleen MacLeod   | 23 octobre 1986  | 1,68 m | Australie      | Meneuse    |
| 5      | Tiphaine Melois    | 1994             | 1,69 m | France         | Arrière    |
| 6      | Camille Aubert     | 1989             | 1,70 m | France         | Meneuse    |
| 7      | Morgane Cardin     |                  | 1, m   | France         | ?          |
| 8      | Maeva Dagorne      | 23 janvier 1992  | 1,72 m | France         | Ailière    |
| 9      | Mélanie Plust      | 6 octobre 1989   | 1,73 m | France         | Ailière    |
| 10     | Natalia Bogdanova  | 18 janvier 1986  | 1,93 m | Russie         | Intérieure |
| 11     | Yulia Andreyeva    | 30 novembre 1983 | 1,88 m | Ukraine        | Intérieure |
| 12     | Mame-Marie Sy-Diop | 25 mars 1985     | 1,85 m | France Sénégal | Intérieure |
| 13     | Doriane Tahane     | 14 octobre 1989  | 1,92 m | France         | Intérieure |
| 14     | Leslie Ardon       | 1979             | 1,78 m | France         | Ailière    |
| 15     | Lindsay Taylor     | 1981             | 2,03 m | États-Unis     | Intérieure |

Entraîneur :  Laurent Buffard
Assistant :  Jacky Moreau

## Effectif 2008-2009
- n°4 : Clarisse M’Paka
- n°5 : Faeza Bouderra
- n°6 : Camille Aubert
- n°7 : Morgane Cardin
- n°8 : Marie Vicente Santa Cruz
- n°9 : Sandrine Ronot
- n°10:  Jessica Moore
- n°11 : Yulia Andreyeva
- n°12 : Carine Brossais
- n°13 : Doriane Tahane
- n°14 : Leslie Ardon
- n°15 :  Michele Van Gorp